# Nikša Stančić
Nikša Stančić (Stari Grad, 16. ožujka 1938.), suvremeni je hrvatski povjesničar.

## Životopis
Nikša Stančić rodio se u Starom Gradu, na Hvaru, 1938. godine. Osnovnu školu pohađao je u rodnom mjestu, a gimnaziju u Splitu. Povijest je diplomirao 1964. godine na Filozofskom fakultetu Sveučilišta u Zagrebu. Doktorirao 1979. godine na Sveučilištu u Zagrebu. Izabran u zvanje redovitog profesora 1991. godine. Od 1971. godine zaposlen je na Filozofskom fakultetu Sveučilišta u Zagrebu, Odsjek za povijest. Predstojnik Katedre za hrvatsku povijest. 

## Znanstveno djelovanje
Istražuje hrvatsku povijest novog vijeka u europskom kontekstu, napose problematiku modernizacije, nacije i nacionalizma, hrvatskog narodnog preporoda na sjeveru Hrvatske i jugu Hrvatske, točnije habsburškoj carskoj pokrajini Dalmaciji. Član suradnik HAZU - Razred za društvene znanosti je od 2000. – 2004. godine a redoviti je član od 2004. godine.
Priredio je knjige: Josip Ante Soldo. Grimanijev zakon: zakon za dalmatinske krajine iz 1755./56. godine, (Zagreb, 2005.), Hrvatski državni sabor 1848., (suprir. Iskra Iveljić, Josip Kolanović; uredio Josip Kolanović, Zagreb, 2001.), Mihovil Pavlinović u politici i književnosti, (Zagreb, 1990.) i dr.

## Djela
Nepotpun popis:
- Hrvatska nacionalna ideologija preporodnog pokreta u Dalmaciji: (Mihovil Pavlinović i njegov krug do 1869),  Sveučilište u Zagrebu, Centar za povijesne znanosti, Odjel za hrvatsku povijest, Zagreb, 1980.
- Gajeva "Još Horvatska ni propala" iz 1832-33: ideologija Ljudevita Gaja u pripramnom razdoblju hrvatskog narodnog preporoda, Globus - Zavod za hrvatsku povijest Filozofskog fakulteta Sveučilišta, Zagreb, 1989.
- Hrvatski jezik u Hrvatskom saboru = The Croatian language in the Croatian parlament, Narodne novine - Dom i svijet, Zagreb, 1997. (suautori Vlatko Pavletić, i Milan Moguš)
- Hrvatska sudbina Ljudevita Gaja, u: Hrvatska sudbina Ljudevita Gaja: okrugli stol, (Krapina, 4. lipnja 1998), Pučko otvoreno učilište Krapina, 1999., članak
- Hrvatska nacija i nacionalizam u 19. i 20. stoljeću, Barbat, Zagreb, 2002.
- Godina 1848. u Hrvatskoj: središnje državne institucije u transformaciji, FF press, Zagreb, 2010.
- Povijest hrvatskoga grba: hrvatski grb u mijenama hrvatske povijesti od 14. do početka 21. stoljeća, (suautorica Dubravka Peić Čaldarović), Školska knjiga, Zagreb, 2011.
- Nikša Stančić: izabrani radovi, Pisci hrvatske povijesti, knj. 2, Srednja Europa, Zagreb, 2022.

## Zanimljivost
- Rodno ime mu je Nikola Stančić, ali je sve svoje radove tiskao pod imenom Nikša Stančić, pod tim je imenom jedino poznat u javnosti, te se tako vodi i kao član Hrvatske akademije znanosti i umjetnosti.[1]